# Monte Bogong
O Monte Bogong, localizado no Parque Nacional Alpino e parte dos Alpes Vitorianos da Grande Cordilheira Divisória, é a montanha mais alta de Vitória, na Austrália, a 1.986 metros (6.516 pés) acima do nível do mar.